# Marks & Spencer

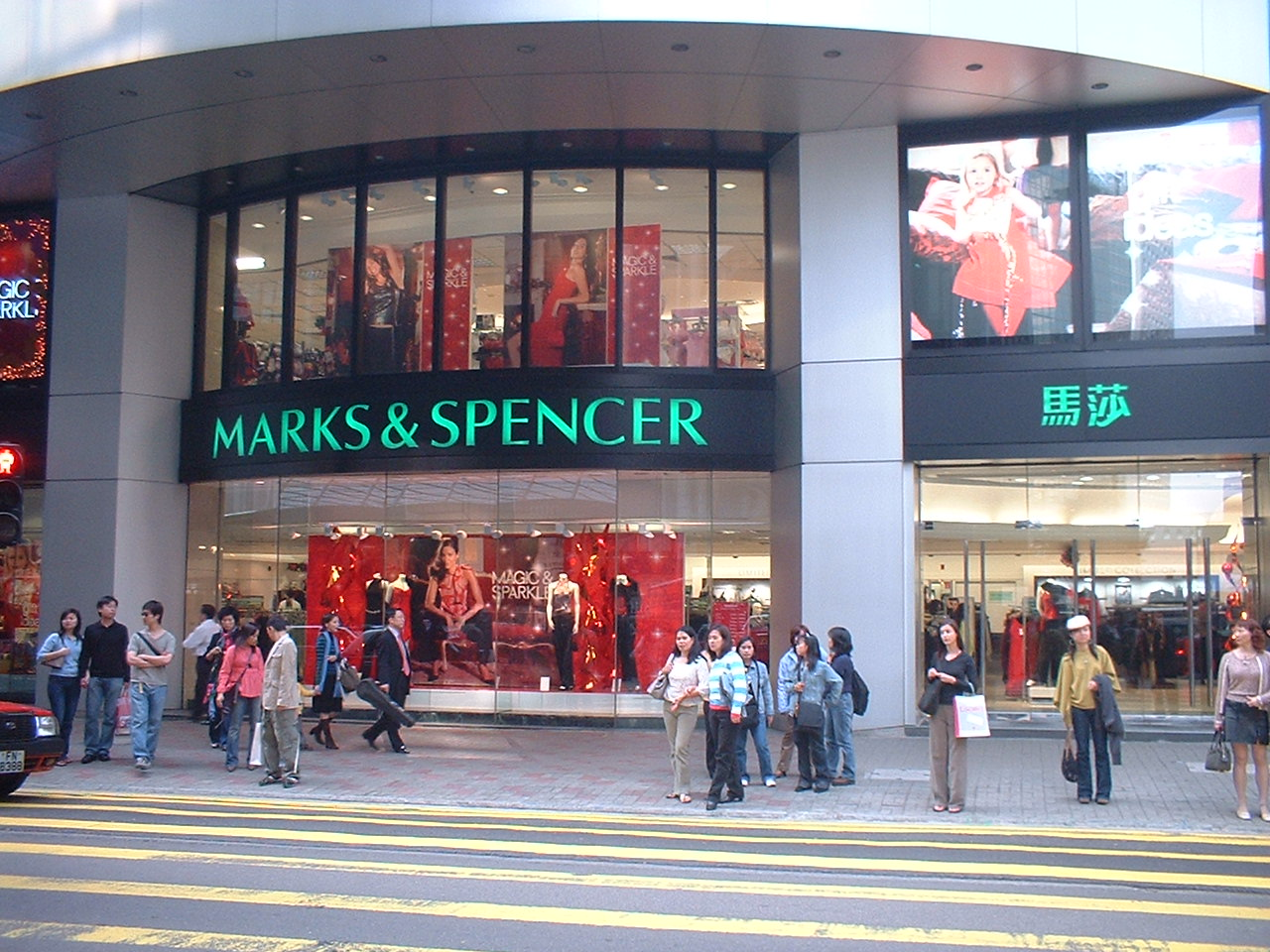
Sklep sieci Marks & Spencer w Hongkongu

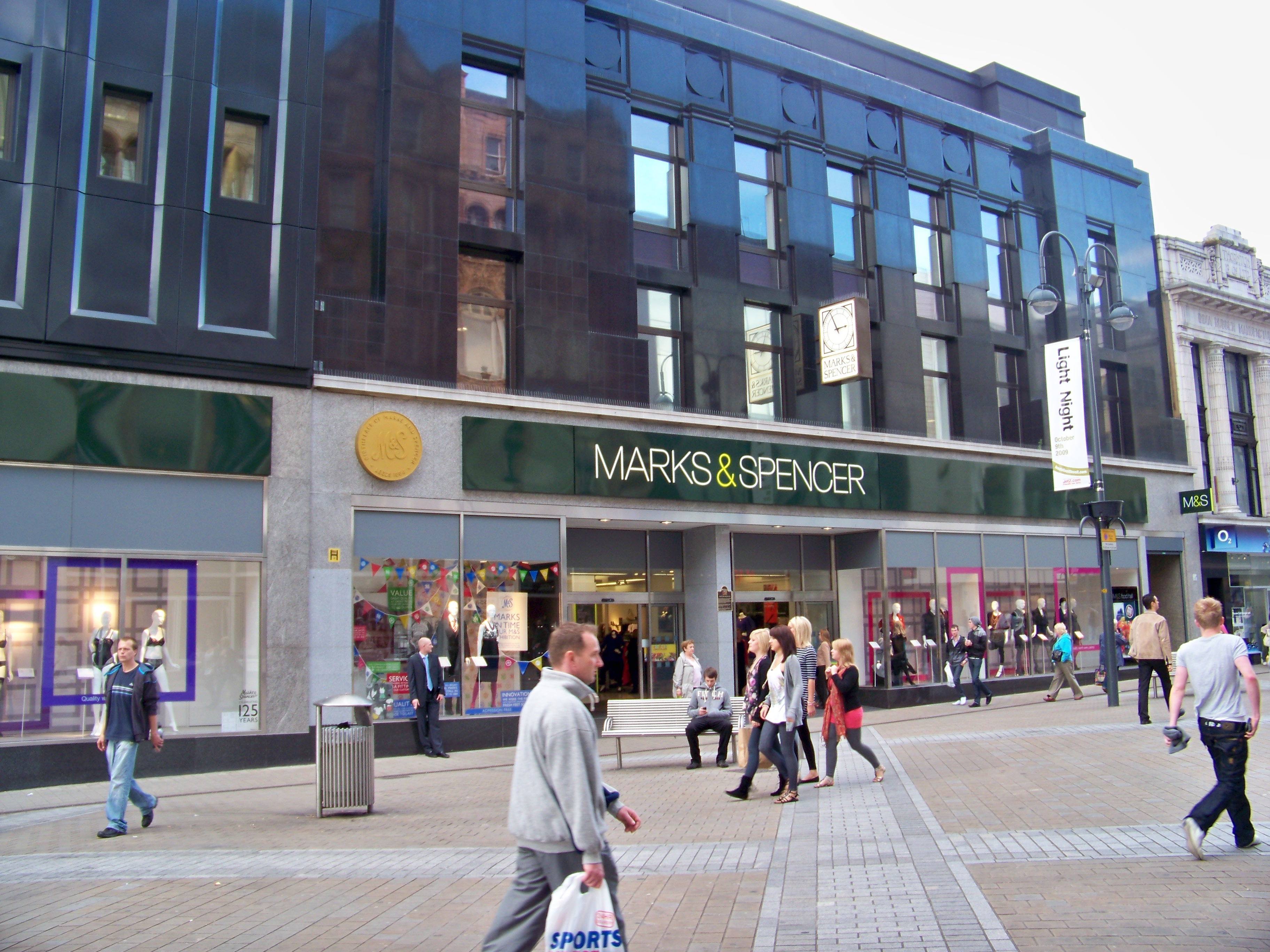
Marks & Spencer w Leeds

Marks & Spencer, Marks & Spencer PLC – brytyjska sieć handlowa, którą założył Michael Marks w 1884 roku, w Leeds, w Yorkshire, a w 1894 roku wspólnikiem został Thomas Spencer, inwestując 300 funtów szterlingów.
W Wielkiej Brytanii Marks & Spencer prowadzi ponad 600 sklepów, a w 34 krajach działa (głównie na zasadzie franczyzy) dalszych 240 sklepów.
W większości sklepów znajdują się działy z produktami spożywczymi – delikatesy Marks & Spencer. W listopadzie 2016 roku przedstawiciele firmy wydali komunikat o planowanym zamknięciu wszystkich sklepów sieci w Estonii, na Węgrzech, Litwie, Słowacji, w Rumunii, Polsce, Holandii, Belgii, częściowo we Francji i Chinach, w związku z ich niesatysfakcjonującymi wynikami finansowymi.